# Левски (футбольный клуб, Карлово)
ОФК Левски Карлово (болг. ОФК Левски Карлово) — болгарский футбольный клуб из города Карлово в Пловдивской области. Домашние матчи команда проводит на стадионе «Васил Левски», вмещающем около 3000 зрителей. Ныне «Левски» выступает в Третьей любительской футбольной лиге, третьем уровне в системе футбольных лиг Болгарии.

## История
С момента своего основания в 1923 году «Левски» провёл 10 сезонов в Группа «Б», втором уровне в системе футбольных лиг Болгарии. Лучшим результатом в истории клуба было третье место в дивизионе в 1975 году. По итогам чемпионата 1981/1982 «Левски» занял 17-е место в лиге и надолго покинул второй эшелон болгарского футбола. В том сезоне, однако, за команду играл Петр Александров, забив 10 голов в 22 матчах. По окончании турнира он перешёл в софийскую «Славию», а в 1994 году в составе национальной сборной стал полуфиналистом чемпионата мира.
Клуб был распущен в 2004 году, но восстановлен в том же году. Он выступал в третьем дивизионе до 2016 года, когда 27 июля был повышен в новообразованную Вторую лигу.. 8 августа 2016 года команда провела первую за последние 34 года игру на профессиональном уровне, уступив софийскому «Локомотиву» со счётом 2:3. 20 сентября того же года «Левски» проиграл «Верее» в первом раунде Кубка (0:2). Во второй по значимости лиги «Левски» во главе с капитаном Янко Валкановым играл роль безнадёжного аутсайдера, так проиграв все первые 9 матчей турнира, и вылетел обратно в любительскую лигу по итогам сезона 2016/2017.